# Albert Ayme
Albert Ayme (1920, Saint-Geniès-des-Mourgues-2012, París) fue un escultor y pintor francés. 
Nombrado «caballero de las Artes y las Letras » por el Ministerio de la Cultura de Francia en 1996. Vive en París y en Charente-Maritime.